# Kiyotaka Kanai
Kiyotaka Kanai (金井清高?, Kanai Kiyotaka; 1951) è un astronomo giapponese.
Kanai è stato uno scopritore indipendente della cometa C/1970 B1 Daido-Fujikawa e uno dei coscopritori il 12 febbraio 2006 dell'ottava esplosione della nova ricorrente RS Ophiuchi .
Fa parte della Variable Star Observers League in Japan col codice Kak .
L'asteroide 26168 Kanaikiyotaka prende il nome da lui .

## Asteroidi scoperti
Kanai ha coscoperto 1 asteroide:
| Asteroide         | Designaz. provv. | Data della scoperta | Coscopritore/i |
| ----------------- | ---------------- | ------------------- | -------------- |
| 7752 Otauchunokai | 1988 US          | 31 ottobre 1988     | Tsuneo Niijima |